# 제61회 베네치아 국제 영화제
제61회 베네치아 국제 영화제는 2004년 9월 1일에 열린 시상식이다. 이탈리아 베니스에서 개최되었다.

## 수상 및 후보

### 황금사자상
- 베라 드레이크 - 마이크 리 수상

### 은사자상-감독상
- 빈 집 - 김기덕 수상

### 볼피컵 여우주연상
- 베라 드레이크 - 이멜다 스턴톤 수상

### 볼피컵 남우주연상
- 씨 인사이드 - 하비에 바르뎀 수상

### 심사위원 특별상
- 씨 인사이드 - 알레한드로 아메나바르 수상

### FIPRESCI상
- 빈 집 - 김기덕 수상

### 기술 공헌상
- 하울의 움직이는 성 - 미야자키 하야오 수상

### 경쟁부문
- 하류인생 - 임권택
- 쓰리 타임즈 - 허우 샤오시엔
- 하울의 움직이는 성 - 미야자키 하야오
- 떠돌이 개 - 마르지예 메쉬키니
- 쉬지에 - 지아장커
- 베니티 페어 - 미라 네이어
- 5x2 - 프랑소와 오종
- 씨 인사이드 - 알레한드로 아메나바르
- 탄생 - 조나단 글레이저
- 랜드 오브 플렌티 - 빔 벤더스
- 빈 집 - 김기덕

### 비경쟁부문
- 쓰리, 몬스터 - 박찬욱